# الحول (وشحة)

تعديل مصدري - تعديل

الحول هي إحدى قرى عزلة ضاعن بمديرية وشحة التابعة لمحافظة حجة، بلغ تعداد سكانها 53 نسمة حسب تعداد اليمن لعام 2004.